# Ван ден Берг, Сидни
Сидни Ван ден Берг (нидерл. Sidney van den Bergh; род. 20 мая 1929, Вассенар, Нидерланды) — канадский астроном, член Лондонского Королевского общества, офицер Ордена Канады.
Проявил интерес к науке с самого раннего детства, учился читать по книгам по астрономии. Кроме астрономии, он также любил геологию и археологию. Родители подарили ему книги о науке, телескоп, микроскоп, хотя они желали ему более практичную карьеру, а астрономией заниматься только как хобби. Учился в Лейденском университете в Нидерландах с 1947 по 1948 год. Продолжил учёбу в Принстонском университете на стипендию, где получил степень бакалавра искусств в 1950 году. В декабре 1950 года жил в Колумбусе, Огайо и подтвердил интерес к астрономии. Получил степени магистра в университете штата Огайо (1952) и доктора естественных наук (Dr. rer. nat.) в Гёттингенском университете (1956).
Преподавал в университете штата Огайо с 1956 по 1958 год, прежде чем переехать в Торонто в 1958 году, где провёл первую часть своей карьеры в обсерватории им. Дэвида Данлэпа (ДДО) Университета Торонто. В ДДО он ввёл инновации, включая: расширение оборудования, использование компьютеров, и многоцветной фотометрии. При том, что направлением его исследований была Луна и другие части Солнечной системы, он более известен своими работами по внегалактической астрономии о туманностях, звёздных скоплениях, переменных звёздах, сверхновых, а позже обновление оценки возраста Вселенной. Открыл галактику Андромеда II.
Вторая часть его карьеры началась в 1978 году в Виктории, Британская Колумбия, в Доминьонской Астрофизической обсерватории, директором которой он был назначен в 1977 году и занял этот пост в 1978 году, оставаясь в этой должности до 1986 года, когда он ушёл на пенсию и принял новую роль главного научного сотрудника на неполный рабочий день. Был Президентом Канадского астрономического общества и вице-президентом Международного астрономического Союза с 1972 по 1982 год.
Начиная с 1982 года был председателем и председателем правления корпорации телескоп Канада-Франция-Гавайи на Гавайях.

## Награды и звания
Награды
- Член Лондонского Королевского общества (1988)
- Медаль Первого национального научно-исследовательского Совета президента по науке (1988)
- Премия Генри Норриса Рассела (1990)
- Премия Киллама (1990)[7]
- Офицер Ордена Канады (1994)
- Премия Карлайль С. Билс (1998)
- Медаль Кэтрин Брюс (2008)
- Премия Грубера по Космологии (2014)[8]

Названы в его честь
- Астероид (4230) Ван ден Берг[9]
- Комета Ван ден Берга (открыта им в 1974 году)